# Margarete Schütte-Lihotzky

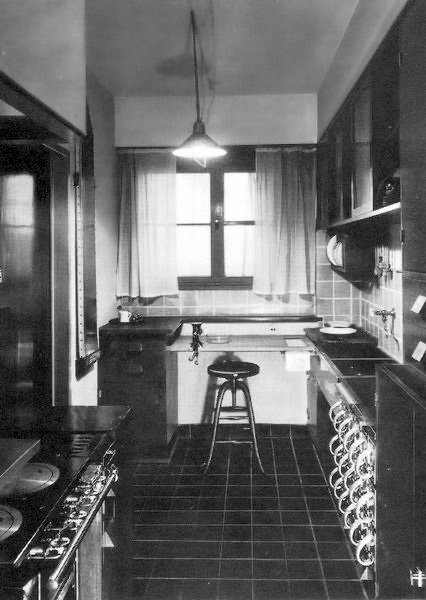
Frankfurter Küche från 1926

Margarete Schütte-Lihotzky, född Lihotzky 23 januari 1897 i Wien, död där 18 januari 2000, var Österrikes första kvinnliga arkitekt. Hon var den första kvinnan som gick ut arkitektutbildningen i Österrike och blev känd som skaparen av Frankfurterköket. 

## Biografi
Margarete Lihotzky kom från en borgerlig familj i Wien. Hennes far Erwin Lihotzky var statlig tjänsteman och förespråkade införandet av republik 1918. Henne mor Julie, född Bode, var släkt med Wilhelm von Bode. Hennes farfar Gustav Lihotzky var borgmästare i Czernowitz i Bukowina.
Margarete Lihotzky var den första kvinnliga kursdeltagaren vid Wiens Kunstgewerbeschule, idag Universität für angewandte Kunst Wien, där bland andra Oskar Kokoschka undervisade. Att en kvinna skulle bli arkitekt var högst ovanligt och långt senare berättade Schütte-Lihotzky att inte ens hon själv 1916 trodde att en kvinna någonsin skulle kunna få uppdraget att rita en byggnad.
Hon fick sina tidiga uppdrag som medarbetare till arkitekten Adolf Loos; det gällde att projektera bostadshus för krigsveteraner från första världskriget. Hon var som enda kvinna bland de arkitekter som ritade husen i Werkbundsiedlung i Wien 1930–1932. Hon kom till stadsbyggnadsnämnden i Frankfurt am Main 1926 där hon specialiserade sig på gestaltningen av kök, vilket sedermera skulle kallas Frankfurter Küche (Frankfurterköket). Hon fick inspiration till detta kompakta bostadskök genom studier av restaurangkök i järnvägståg. Hennes kök producerades i tre versioner och tillverkades i cirka 10 000 exemplar. Frankfurter Küche anses som förebild för det moderna köket och var även inspirationskälla för den första svenska köksstandarden från 1940-talet. På stadsbyggnadsnämnden i Frankfurt träffade hon även sin blivande man arkitekten Wilhelm Schütte (1900–1968). Hon och maken följde Ernst May till Moskva i den så kallade Ernst May-brigaden. På hans arkitektkontor där planerade de bland annat staden Martursk och ett flertal andra nya ryska industriorter.
Hon blev medlem av det österrikiska kommunistiska partiet KPÖ 1939. Den 22 januari 1941 greps hon av Gestapo för landsförräderi tillsammans med några kamrater, av vilka de flesta avrättades 1943. Hon själv dömdes till 15 års tukthus i Aichbach, Bayern, där hon den 29 april 1945 befriades av amerikanska trupper.
Mycket sent blev hennes arbeten i Österrike allmänt erkända. 1980 fick hon Architektur-Preis der Stadt Wien och 1985 publicerade hon sina memoarer Erinnerungen aus dem Widerstand (Minnen från motståndet). På grund av sina insatser för det moderna köket fick Margarete Schütte-Lihotzky 1989 Ikea Foundations Ikea-pris. I samband med en ceremoni till hennes 100-årsdag 1997 menade hon: “Jag hade så gärna gestaltat ett hus för en rik man”. Hon avled efter komplikationer av influensa fem dagar före sin 103-årsdag.